# Isla de Mona e Islote Monito (Mayagüez)
Isla de Mona e Islote Monito son islas situadas el canal de la Mona, pertenecientes al municipio autónomo de Mayagüez en el estado libre asociado de Puerto Rico. Estas islas incluyen la isla de Mona y el islote Monito. Es la localidad más grande de Mayagüez y no tiene población residente.

## Geografía
Isla de Mona e Islote Monito se encuentra ubicado en las coordenadas 18°5′2″N 67°53′11″O / 18.08389, -67.88639. Según la Oficina del Censo de los Estados Unidos, Isla de Mona e Islote Monito tiene una superficie total de 77.99 km². [cita requerida]